# 共产主义联盟 (冰岛)
共产主义联盟是冰岛的一个已不存在的小型共产主义政党。2001年，一些“青年社会主义者”组织的成员创建了共产主义联盟组织委员会。2002年，共产主义联盟正式宣布成立。2006年或者2007年起，该党停止活动。它是探路者倾向的成员。